# Gottelhof (Emtmannsberg)
Gottelhof ist ein Gemeindeteil der Gemeinde Emtmannsberg im Landkreis Bayreuth (Oberfranken, Bayern). Gottelhof liegt in der Gemarkung Hauendorf.

## Geografie
Die Einöde liegt am rechten Ufer der Ölschnitz. Ein Anliegerweg führt zur Gampelmühle (0,3 km südwestlich).

## Geschichte
Gegen Ende des 18. Jahrhunderts bestand Gottelhof aus einem Anwesen. Die Hochgerichtsbarkeit stand dem bayreuthischen Stadtvogteiamt Bayreuth zu. Der Bayreuther Rat war Grundherr des Hofes.
Von 1797 bis 1810 unterstand der Ort dem Justiz- und Kammeramt Bayreuth. Mit dem Ersten Gemeindeedikt wurde Troschenreuth dem 1812 gebildeten Steuerdistrikt Emtmannsberg und der Ruralgemeinde Troschenreuth zugewiesen. Mit dem Gemeindeedikt von 1818 erfolgte die Eingemeindung nach Hauendorf. Am 1. Mai 1978 wurde Gottelhof im Zuge der Gebietsreform in Bayern in die Gemeinde Emtmannsberg eingegliedert.

### Einwohnerentwicklung
| Jahr      | 001819 | 001822 | 001861 | 001871 | 001885 | 001900 | 001925 | 001950 | 001961 | 001970 | 001987 |
| Einwohner | 17     | 5      | 11     | 8      | 13     | 8      | 10     | 5      | 6      | 5      | 3      |
| Häuser    |        | 1      |        |        | 2      | 2      | 2      | 1      | 1      |        | 1      |
| Quelle    | [ 9 ]  | [ 6 ]  | [ 10 ] | [ 11 ] | [ 12 ] | [ 13 ] | [ 14 ] | [ 15 ] | [ 16 ] | [ 17 ] | [ 1 ]  |

## Religion
Gottelhof ist seit der Reformation evangelisch-lutherisch geprägt und nach St. Bartholomäus (Emtmannsberg) gepfarrt.